# .577 Tyrannosaur
Pour les articles homonymes, voir Tyrannosaur.
Le .577 Tyrannosaur (ou .577 T-Rex) est une munition de chasse de très grande puissance destinée au gros gibier, notamment aux Big Five.

## Histoire
Cette cartouche a été créée en 1993 par la firme américaine A-SQUARE (Jeffersonville, Indiana).
Le .577 Tyrannosaur a été créé à la demande de deux chasseurs professionnels au Zimbabwe, en raison de l'insuffisance de puissance de la munition .458 Winchester Magnum, afin de mieux assurer la sécurité des clients du safari.

## Caractéristiques
.577 Tyrannosaur est l'une des plus puissantes munitions de chasse (calibre — 0,585 inch, ou 14,86 mm). Son énergie est colossale, et atteint 13 000 joules.
Son pouvoir d'arrêt considérable est utilisé exclusivement pour la chasse à l'éléphant et au rhinocéros lors des safaris, et surtout lorsqu'il s'agit d'abattre un gros animal en situation d'urgence.
La vitesse de la balle est de 650 m/s, certaines modifications atteignent 750 m/s, en contrepartie le recul augmente de façon considérable.
Le .577 Tyrannosaur de la firme A-SQUARE possède une balle de 750 grains (48,6 grammes) et une énergie de 13 025 J à 732 m/s. À l'heure actuelle, seule la firme A-SQUARE fabrique cette munition.